# Chloroclysta radiata
Chloroclysta radiata är en fjärilsart som beskrevs av Nessling 1925. Chloroclysta radiata ingår i släktet Chloroclysta och familjen mätare. Inga underarter finns listade i Catalogue of Life.